# ヴァンビ
ヴァンビ（英語: Vambi）は、スーダンを中心とした東アフリカ諸国で用いられる伝統的な弦楽器。ウボ（英語: Ubo）やキッスンボ（英語: Kissumbo）とも呼ばれる。
大きなヴァイオリンのような形状をしている。ボディは木材または乾燥させたカボチャ材であり、木製の響板で覆われている。ボディ下部のケーニングペグと伸縮性のある竹芯の両端に紐が取り付けられている。
独奏、または歌唱の伴奏に用いられる。